# Club de Fútbol Montañesa
El Club de Fútbol Montañesa es un club de fútbol español de la ciudad de Barcelona, concretamente del distrito de Nou Barris. Fue fundado en 1927 y milita en Tercera Federación.

## Historia
A finales de 1926, Joan Carrera decide junto a unos amigos formar un equipo de fútbol, ya que entonces no se practicaba este deporte en el barrio.
Durante los últimos meses de ese año 1926 se producen una serie de reuniones, que serían las que durante el año 1927 darían el impulso necesario para la continuidad del club, solo interrumpida por la guerra civil.
Con la llegada de Miquel Carrillo, que por entonces tenía 27 años de edad, al club al inicio de la temporada 2003/04, el club pasó de Preferente Catalana (la segunda categoría territorial del fútbol catalán) a disputar la fase de ascenso a Segunda B al final de la temporada 2010/11. Entre otras circunstancias fue clave el paso del campo de tierra a césped artificial en el verano de 2006.

### Ascenso a Tercera División
La temporada 2009/10 fue subcampeón de Primera Catalana, logrando su primer ascenso a la Tercera División de España. En su debut en categoría nacional logró clasificarse para disputar la promoción de ascenso a Segunda B al ser subcampeón del Grupo V de Tercera División.
La temporada 2013/14, con Manolo González como entrenador, el equipo consigue proclamarse subcampeón de la categoría. Esto le permitió jugar su segundo play-off de ascenso a Segunda B, eliminando al Paterna CF en primera ronda y cayendo en la siguiente con el SD Formentera. 
Por desgracia los tiempos de tercera división acabaron en la temporada 2016/2017, con Antonio Escudero como técnico, siendo cesado a 3 jornadas del final de liga, descendiendo con los compensados tras acabar quinta por la cola. Los descensos de 2B condenaron al equipo de Nou Barris. Su vuelta a Primera Catalana duró 3 temporadas, tras unas dos primeras acabando en la parte alta de la tabla pero sin llegar a puestos de ascenso en la temporada 2019/2020,con Dani Andreu cómo  técnico,ascendió como líder destacado tras suspenderse la liga a falta de 11 jornadas por la pandemia del coronavirus y dar por ascendidos a los 2 primeros de cada grupo, incluido el CF Montañesa. También clasificó por primera vez en la historia a la Copa del Rey  sin necesidad de jugar un partido entre campeones de grupo al ser el otro campeón de Primera Catalana un filial.
El paso por la Tercera Federación fue efímero firmando una trayectoria ridícula pese a fichar a dos exjugadores de primera división, prácticamente retirados eso sí.
En el 2021 se le concedió al club la Medalla de Honor de Barcelona
De vuelta a Primera catalana,se consiguió el ascenso otra vez a Tercera RFEF de la mano de Raúl Paje,las temporadas 22-23 y 23-24 se consiguió la permanencia sin pasar apuros.
En la 24-25 se confió en un técnico llamado Antonio Escudero que ya había sido artífice del descenso  a primera catalana del año 16/17.Lógicamente, como era de esperar,lo destituyeron antes de finalizar la primera vuelta dejando al equipo en una decadencia tanto física como futbolísticamente.
Se hizo cargo del equipo Alex Vizuete,